# Arenodosaria
Arenodosaria es un género de foraminífero bentónico de la subfamilia Dorothiinae, de la familia Eggerellidae, de la superfamilia Eggerelloidea, del suborden Textulariina y del orden Textulariida. Su especie tipo es Clavulina robusta. Su rango cronoestratigráfico abarca desde el Eoceno medio hasta la Mioceno medio.

## Discusión
Clasificaciones previas incluían Arenodosaria en la superfamilia Textularioidea, del suborden Textulariina y del orden Textulariida.

## Clasificación
Arenodosaria incluye a las siguientes especies:
- Arenodosaria antipoda †
- Arenodosaria kaiataensis †
- Arenodosaria robusta †
- Arenodosaria turris †